# Еріх Ністер
Еріх Ністер (нім. Erich Niester; 19 вересня 1921, Лінц-ам-Райн — 26 березня 2005, Гамбург) — німецький офіцер-підводник, оберлейтенант-цур-зее крігсмаріне.

## Біографія
16 вересня 1939 року вступив на флот. З 15 листопада 1941 по березень 1942 року — вахтовий офіцер в 26-й флотилії. З 9 квітня 1942 року — 1-й вахтовий офіцер на підводному човні U-617. 8-15 серпня 1943 року пройшов курс позиціонування (радіовимірювання), з 16 серпня по 15 вересня — курс командира човна. З 7 жовтня 1943 по 30 березня 1945 року — командир U-350. В травні був взятий в полон британськими військами.

## Звання
- Кандидат в офіцери (16 вересня 1939)
- Морський кадет (1 лютого 1940)
- Фенріх-цур-зее (1 липня 1940)
- Оберфенріх-цур-зее (1 липня 1941)
- Лейтенант-цур-зее (1 березня 1942)
- Оберлейтенант-цур-зее (1 жовтня 1943)

## Нагороди
- Залізний хрест
  - 2-го класу (8 жовтня 1942)
  - 1-го класу (лютий 1943)
- Нагрудний знак підводника (29 листопада 1942)